# Russische Nationale Eenheid
De Russische Nationale Eenheid (Russisch: Всероссийское общественное патриотическое движение "Русское Национальное Единство"; Russische burger-patriottische beweging "Russkoje Natsionalnoje Edinstvo") of RNE is een Russische ultra-nationalistische politieke partij en een paramilitaire organisatie die actief is in Rusland en landen met Russisch-sprekende minderheden. De organisatie heeft openlijke sympathieën voor het neo-nazisme en heeft standpunten uitgesproken als het verbannen van niet-Russen en een grotere rol voor de Russisch-orthodoxe Kerk.
De organisatie is naast in Rusland vooral actief in Estland, Letland, Litouwen en Oekraïne; landen met omvangrijke Russische minderheden.

## Geschiedenis

### Oprichting
De RNE werd gesticht op 16 oktober 1990 door de extreemrechtse politicus Aleksandr Barkasjov die sympathieën koestert voor Hitler, nadat deze uit de extreemrechtse groepering Pamjat was gezet. Hij deed dit samen met Viktor Jakoetsjev, maar ze kregen al heel snel ruzie, waarna Jakoetsjev in november 1990 de Nationaal-Sociale Unie oprichtte, die later de jeugdorganisatie werd voor de Liberaal-Democratische Partij van Rusland van Vladimir Zjirinovski.

### Ideologie
De partij had in eerste instantie als slogan 'Russische Nationale Eenheid voor een Vrij, Sterk en Rechtvaardig Rusland', wat al snel werd afgekort tot 'Russische Nationale Eenheid', door leden van de organisatie vaak afgekort tot 'de eenheid' (Edinstvo). Later werd hun slogan 'Rusland voor de Russen'. De partij groeide in de jaren 90 door onvrede over de economische en sociale moeilijkheden veroorzaakt door de economische crisissen na de val van de Sovjet-Unie. De leden van de organisatie (soms 'Bakasjovieten' genoemd) wilden een beleid waarbij niet-Russische minderheden, met name Joden, inwoners van de Kaukasus en Turkse volkeren uit Centraal-Azië het land werden uitgezet. Leden van de partij droegen soms zwarte uniformen, naar het voorbeeld van de Duitse NSDAP, waarvan meer gewoonten werden overgenomen, zoals nazistische feestdagen. Onder de leden bevinden zich ook ex-KGB'ers.
Het symbool van de organisatie werd een rood met witte swastika met daarboven het symbool van de 'Moeder van God', waarmee de nazistische ideologie en de sympathieën voor de Russisch-orthodoxe Kerk werden aangegeven.

### Russische constitutionele crisis van 1993
De organisatie liet zich in 1993 registreren als een 'een club voor militaire en patriottistische opvoeding' en werd later door lokale politici erkend als 'een vrijwilligers voor zelfverdedigingseenheid'. Bij de Russische constitutionele crisis stonden knokploegen van Barkasjkov bij het Witte Huis tegenover troepen van Boris Jeltsin. Barkasjkov vluchtte uiteindelijk, maar werd ontdekt toen hij zich wilde laten behandelen voor zijn kogelwonden in een ziekenhuis. Hij werd daarop opgepakt en veroordeeld, maar kreeg in 1994 amnestie van de nieuwe Doema. Het aantal aanhangers werd toen geschat op ongeveer 5.000.

### Activiteiten
Om hun doelen te bereiken werden door de RNE een groot aantal gewapende paramilitaire groepen opgezet, zoals de "Russische Ridders" (Русские Витязи) die trainden in het gebruik van lichte wapens en explosieven. Activisten namen deel aan fysieke gevechten en eisten de verantwoordelijkheid op voor een bomaanslag op 13 mei 1998 buiten een synagoge in Moskou, waarbij drie gewonden vielen. In 2000 werd de organisatie opgesplitst in twee onafhankelijke organisaties.

### Rangen binnen de organisatie
De St.Petersburg Times schreef in een artikel in 1999 dat nieuwe leden (storonniki; "aanhangers") van de RNE traditioneel verplicht zijn om laagdrempelige activiteiten te verrichten binnen de organisatie, zoals chauffeur zijn voor andere leden, pamfletten verspreiden en het bijwonen van instructiesessies over de filosofie en de overtuigingen van de organisatie. Deze ideeën komen voor het grootste deel uit het boek Het ABC van een Russische nationalist (Azboeka russkogo natsionalista) dat Barkasjkov schreef nadat hij werd vrijgelaten uit de gevangenis in 1994.
Als leden verder opklimmen binnen de organisatie, krijgen ze de rang spodvizjniki (archaïsch Russisch voor: "partners", "medevechters" of "medearbeiders") en mogen ze het insigne dragen en participeren in paramilitaire trainingen. De hoogste rang, voor de meest toegewijde leden is de soratniki ("wapenbroeders"). De dragers hiervan hebben de leiding over de organisatie.

### Recentere ontwikkelingen
Aan het einde van de jaren 90 kwam de organisatie in problemen. Kort daarvoor deed hij mee aan de presidentiële verkiezingen van dat jaar. In 2001 deed de RNE mee aan de gemeentelijke verkiezingen in Letland, maar wist geen zetels te behalen.
De aanhang werd in 2003 geschat op 3000 leden.
De RNE heeft momenteel afdelingen in Moskou, Borisoglebsk, Rjazan, Djoetsjoeli (Basjkirostan), Samara, Oefa, Magadan en Petropavlovsk-Kamtsjatski. De beweging heeft verschillende internetsites.